# Byłbasiwka
Byłbasiwka (ukr. Билбасівка) – osiedle typu miejskiego na Ukrainie, w obwodzie donieckim, w rejonie kramatorskim, w hromadzie Słowiańsk. W 2001 liczyło 6830 mieszkańców, spośród których 6199 wskazało jako ojczysty język ukraiński, 513 rosyjski, 15 węgierski, 5 białoruski, 84 romski, 1 polski, a 13 inny.